# Шортанбайський сільський округ
Шортанба́йський сільський округ (каз. Шортанбай ауылдық округі, рос. Шортанбайский сельский округ) — адміністративна одиниця у складі Курмангазинського району Атирауської області Казахстану. Адміністративний центр — село Шортанбай.
Населення — 1460 осіб (2021; 1762 у 2009, 1826 у 1999, 2069 у 1989).
Станом на 1989 рік існувала Шортанбайська сільська рада (села Рембаза, Шортанбай), село Жасталап перебувало у складі Коптогайської сільради. 1993 року село Баликші (колишнє село Рембаза) відійшло до складу Коптогайського сільського округу, а звідти до складу Шортанбайського сільського округу передано село Жасталап.

## Склад
До складу округу входять такі населені пункти:
| Населений пункт | Населення, осіб (1989) | Населення, осіб (1999) | Населення, осіб (2009) | Населення, осіб (2021) |
| --------------- | ---------------------- | ---------------------- | ---------------------- | ---------------------- |
| Жасталап, село  | 377                    | 431                    | 351                    | 325                    |
| Шортанбай, село | 1692                   | 1395                   | 1411                   | 1135                   |